# Hemiodus
Genre
Hemiodus est un genre de poissons téléostéens de la famille des Hemiodontidae et de l'ordre des Characiformes.

## Liste d'espèces
Selon FishBase (25 juin 2015):
- Hemiodus amazonum (Humboldt, 1821)
- Hemiodus argenteus Pellegrin, 1909
- Hemiodus atranalis (Fowler, 1940)
- Hemiodus goeldii Steindachner, 1908
- Hemiodus gracilis Günther, 1864
- Hemiodus huraulti (Géry, 1964)
- Hemiodus immaculatus Kner, 1858
- Hemiodus iratapuru Langeani & Moreira, 2013[2]
- Hemiodus jatuarana Langeani, 2004
- Hemiodus langeanii Beltrão & Zuanon, 2012[3]
- Hemiodus microlepis Kner, 1858
- Hemiodus orthonops Eigenmann & Kennedy, 1903
- Hemiodus parnaguae Eigenmann & Henn, 1916
- Hemiodus quadrimaculatus Pellegrin, 1909
- Hemiodus semitaeniatus Kner, 1858
- Hemiodus sterni (Géry, 1964)
- Hemiodus ternetzi Myers, 1927
- Hemiodus thayeria Böhlke, 1955
- Hemiodus tocantinensis Langeani, 1999
- Hemiodus unimaculatus (Bloch, 1794)
- Hemiodus vorderwinkleri (Géry, 1964)

## Galerie

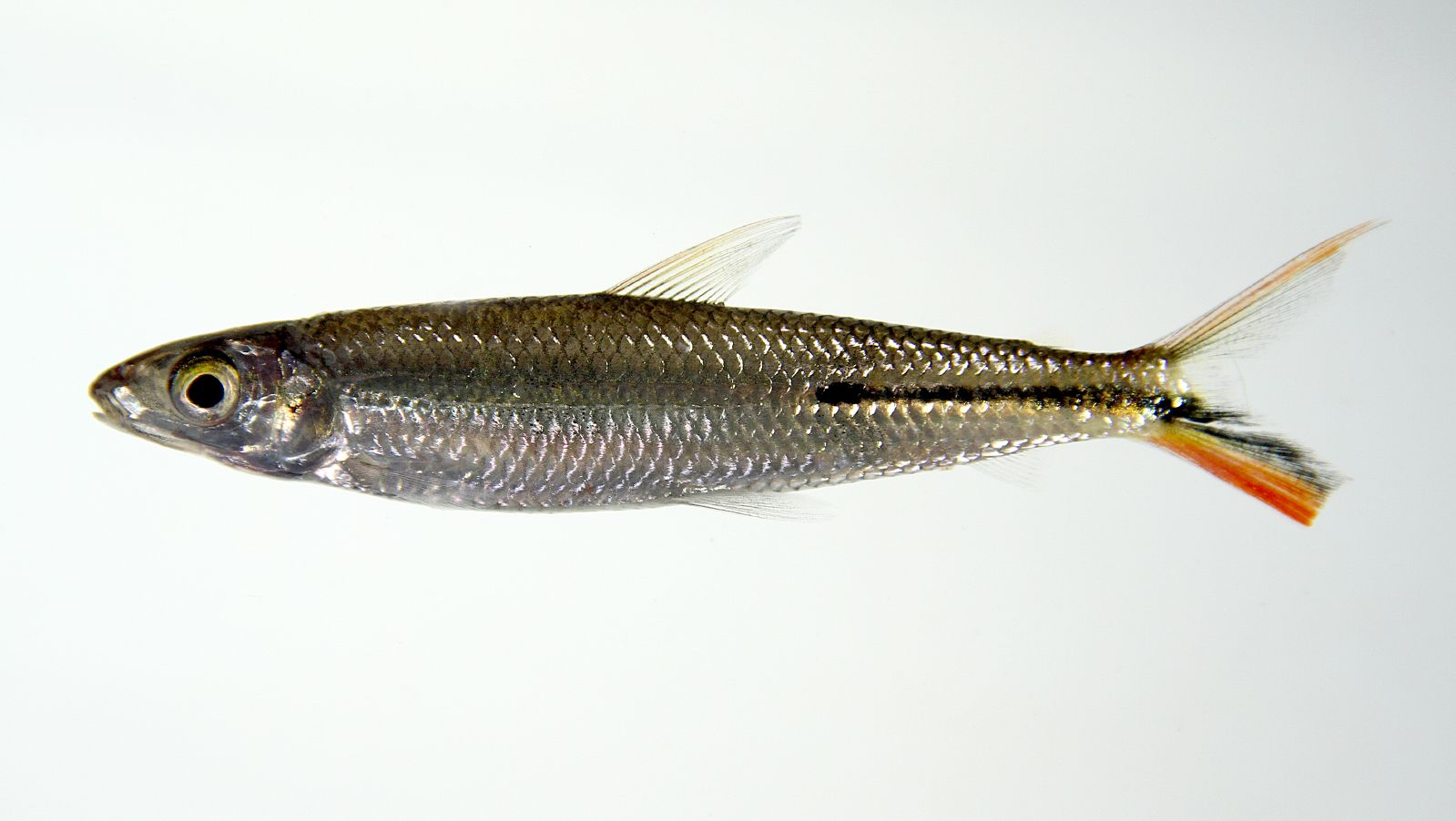
Hemiodus gracilis
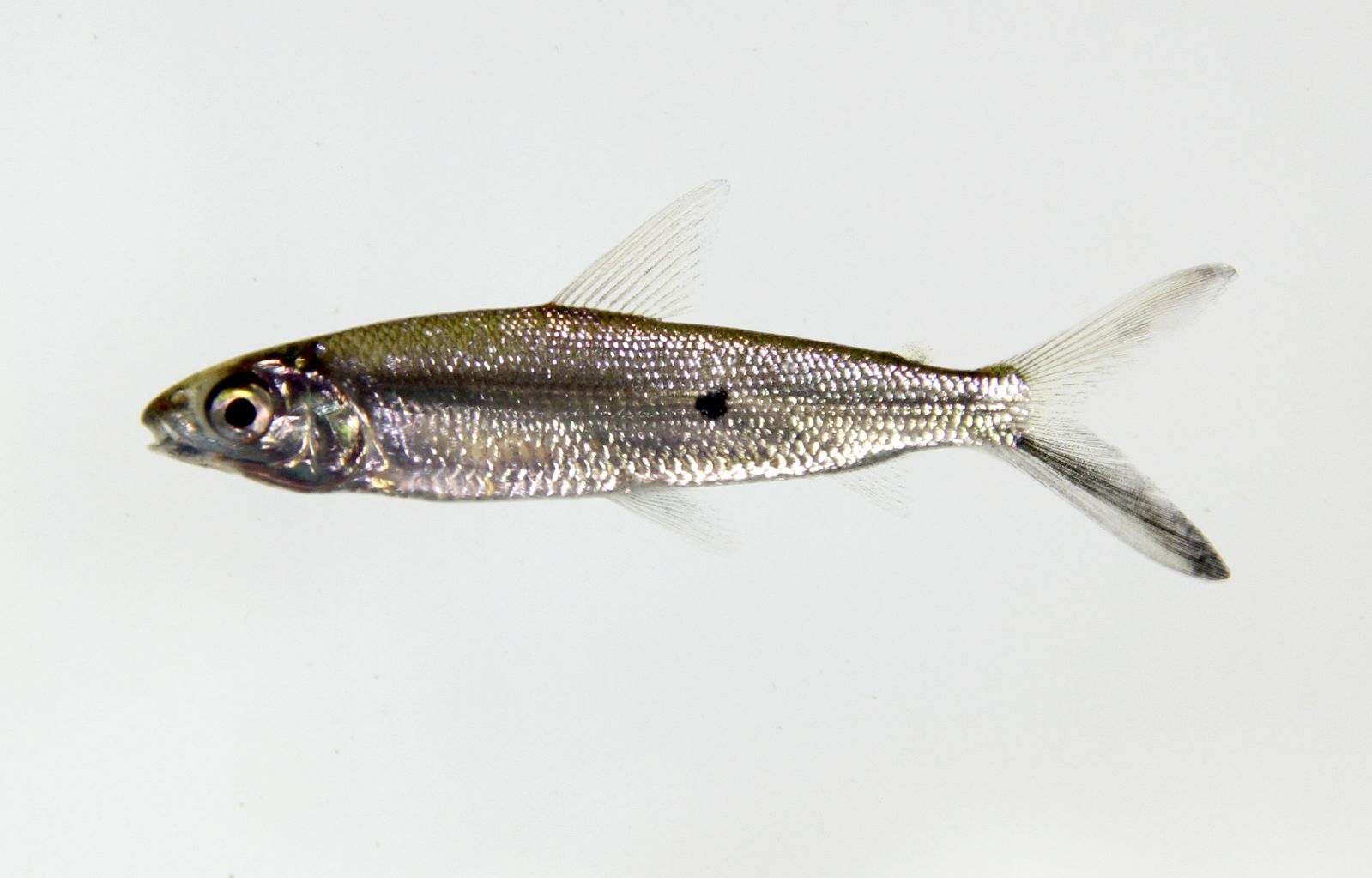
Hemiodus unimaculatus
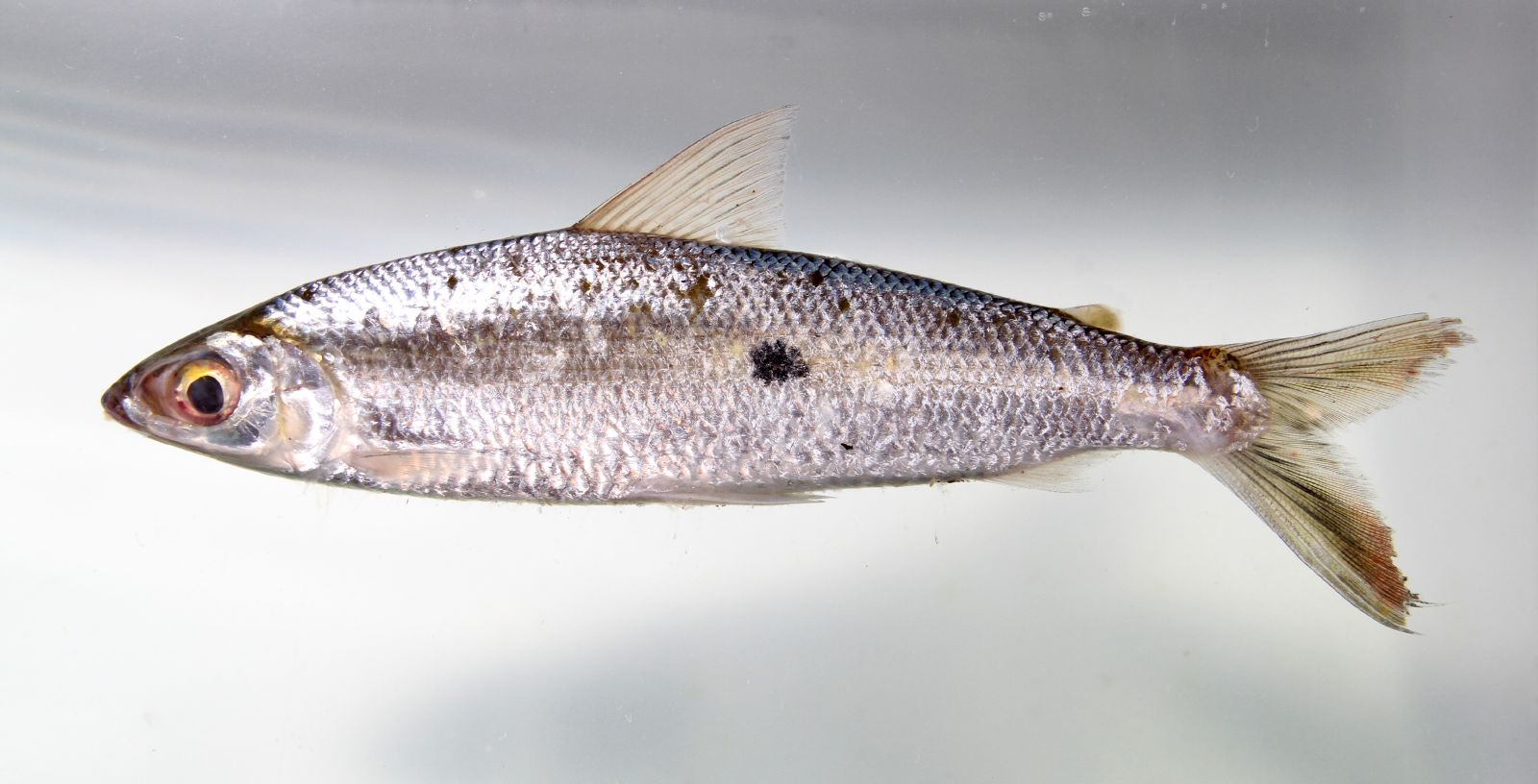
Hemiodus sp
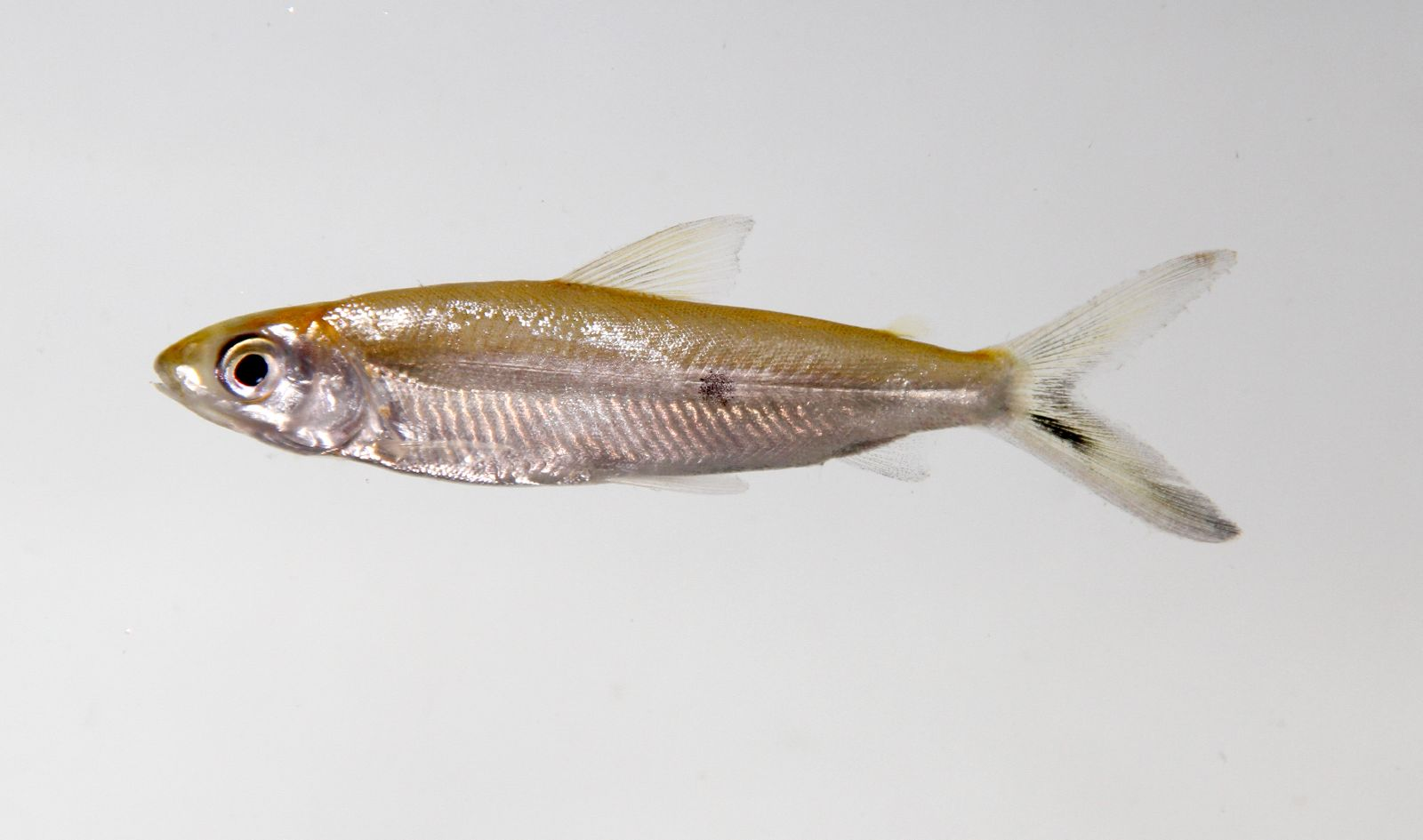
Hemiodus sp